# Elecciones presidenciales de Tayikistán de 2013
Elecciones presidenciales se celebraron en Tayikistán el 6 de noviembre de 2013. El presidente Emomali Rahmon fue reelegido con un 84% de los votos, con una participación electoral del 86,6%.
En el poder desde 1992, Rahmon estaba buscando un nuevo mandato y se esperaba que fuera reelecto. Ninguno de sus cinco oponentes, que eran "virtualmente desconocidos incluso dentro del país", lo criticaron públicamente, mientras que a Oynihol Bobonazarova, un activista de los derechos humanos generalmente considerado como el único candidato de la oposición real, se le impidió participar, al no obtener suficientes firmas para registrarse como candidato. Su formación, el Partido del Renacimiento Islámico, culpó a las autoridades locales por hostigar a los activistas del partido que buscaban recoger firmas.

## Sistema electoral
El Presidente de Tayikistán es elegido para un período de siete años, y es necesario una participación electoral mínima del 50% para validar el resultado. Los posibles candidatos deben recolectar 210,000 firmas para poder participar.
Los centros de votación cerraron a las 22:00 y los resultados oficiales iniciales se publicaron temprano al día siguiente.

## Campaña
Oynihol Bobonazarova del Partido del Renacimiento Islámico retiró su candidatura el 11 de octubre de 2013 después de reunir solo 202,000 de las 210,000 firmas requeridas. El partido afirmó que esto se debió al hostigamiento de las autoridades locales durante la campaña de recolección de firmas.
El Partido Socialdemócrata también boicoteó las elecciones debido a las "violaciones de la Constitución, falsificaciones organizadas y falta de democracia y transparencia".

## Desarrollo
La Organización para la Seguridad y la Cooperación en Europa (OSCE) supervisó las elecciones. Informó "deficiencias significativas" en su realización y criticó los "requisitos restrictivos de registro de candidatos" que incluyen un "número excesivamente grande de firmas que posibles candidatos deben reunir para calificar", lo que consideró "resultó en una falta de pluralismo y elección genuina".

## Resultados
| Candidato                          | Partido                                   | Votos     | %     |
| ---------------------------------- | ----------------------------------------- | --------- | ----- |
| Emomali Rahmon                     | Partido Democrático Popular de Tayikistán | 3,023,754 | 83.92 |
| Ismail Talbakov                    | Partido Comunista de Tayikistán           | 181,675   | 5.04  |
| Talibek Buhariyev                  | Partido Agrario                           | 166,224   | 4.61  |
| Alim Babayev                       | Partido de la Reforma Económica           | 140,733   | 3.91  |
| Abduhalim Gaffarov                 | Partido Socialista de Tayikistán          | 54,148    | 1.50  |
| Saidcafar Ismanov                  | Partido Democrático de Tayikistán         | 36,573    | 1.02  |
| Votos nulos/en blanco              | Votos nulos/en blanco                     | 36,949    | –     |
| Total                              | Total                                     | 3,640,056 | 100   |
| Votantes registrados/participación | Votantes registrados/participación        | 4,201,156 | 86.64 |
| Fuente: IFES                       |                                           |           |       |